# Зварний міст (Маужиці)
Маврице Міст через річку Słudwia (приплив Бзури ) в Центральній Польщі є першим повністю зварним автодорожнім мостом і другим зварним міст будь-якої категорії в світі.    Міст розташований недалеко від села Мавриці біля Ловича в Лодзькому воєводстві . 

## Історія
Міст був спроектований у 1927 році Стефаном Брилою, одним із піонерів зварювання в цивільному будівництві .  Брила, професор Львівського технологічного університету, провів теоретичні дослідження щодо можливого використання зварених сталевих з'єднань у будівництві, а також різних аспектів зварювання кисневим паливом та електродугового зварювання.  Процедури були відомі принаймні з кінця 19 століття, але їх застосування здебільшого обмежувалось будинком та суднобудуванням.  Бріла вирішив спроектувати зварний міст.  Він використав свою попередню конструкцію заклепочного мосту, який Брила та Венчеслав Поніж переобладнали для  нового методу будівництва.  Однак поперечні балки та деякі елементи акордів були перероблені з нуля. Міст був другим таким спорудженим мостом; подібний, але коротший зварний залізничний міст був спроектований і побудований кількома місяцями раніше в місті Тертл-Крік, штат Пенсильванія, компанією Westinghouse Electric and Manufacturing  і є рекордом першого зварного мосту будь-якого типу у світі. 
Нова на той час техніка дугового зварювання дозволила значно заощадити вагу: її загальна вага становить 56 метричних тонн, тоді як клепаний варіант важив би понад 70 тонн.  Окрім методу будівництва, сама конструкція являє собою звичайний фермовий міст з двома основними кроквяними балками, прямою нижньою хордою і параболічною верхньою хордою. 

### Будівництво

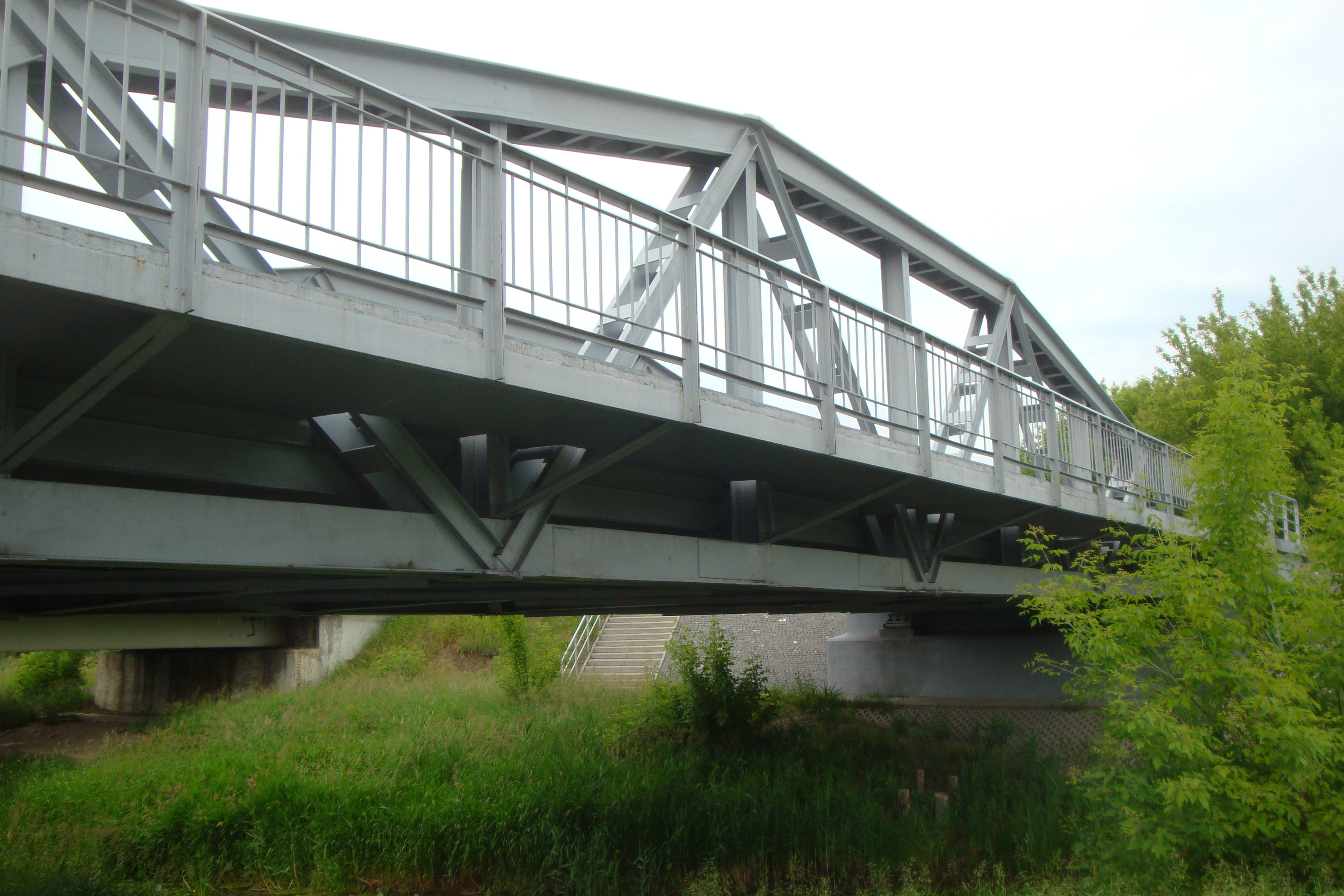
Вигляд на рівні землі

Оскільки завдання з будівництва такої споруди вважалося надзвичайно ризикованим, головним підрядником  було обрано компанію К. Рудзькі і С-ка.  Компанія із головним офісом у Варшаві та великим заводом у Мінську Мазовецькому була на той час однією з найбільш досвідчених мостобудівних компаній у Центральній та Східній Європі.  Створена в 1853 році, наприкінці 19 - на початку 20 століття компанія була єдиною фірмою у всій Російській імперії, яка будувала важкі мости у віддалених місцях.  Майже 20% усіх мостів, побудованих у Росії в той період, були побудовані Костянтином Рудзьким та його інженерами.  Всього за перші два десятиліття 20 століття компанія побудувала 5000 метрів сталевих дорожніх мостів та 24000 метрів різних залізничних мостів для 37 різних залізничних компаній  Однак, навіть маючи такий досвід, будівництво мосту через Слудвію поблизу Ловича виявилося складним завданням. 
Елементи були виготовлені заводом К. Рудзькі і S-ka в Мінську , а потім зварені на місці.  Міст був завершений у грудні 1928 року та відкритий для нормального дорожнього руху в серпні наступного року.  Незважаючи на те, що зварювання набагато дорожче затратного заклепування, загальна вартість мосту була набагато нижчою, значною мірою завдяки 17% меншій кількості сталі, необхідної для її спорудження, та коротшому часу будівництва. 

### Пізніша історія
Революційний на той час  завершення будівництва мосту Маврице породив нову еру у будівництві мостів у всьому світі.  Будівництво було описано в європейській та американській інженерній пресі  а інженери з усього світу масово відвідували новий міст.  Отже, Польща була першою країною у світі, яка регулювала будівництво зварних мостів. 
До кінця 1970-х мостом користувалась Національна дорога 2  польська ділянка європейської траси E8 . Він виявився занадто вузьким  в 1977 році його перенесли приблизно на 20 метрів на північ, закрили для руху  а замість нього побудували новий. 
Міст був внесений до списку об'єктів культурної спадщини в Польщі 22 листопада 1968 року Управлінням з питань документації пам'ятників  був внесений до списку "Нульові оцінки", що є найціннішою історичною пам’яткою міжнародного значення.  Пізніше він був перекваліфікований як "нерухомий історичний пам'ятник". 
Міст був відремонтований у 2009 році.  Вартістю 800 000 злотих сталеву конструкцію очистили від іржі та перефарбували у срібло, а дорожнє покриття замінили гранітним осіданням .  У 2011 році перед нею було відкрито меморіальну дошку професору Брилу. 